# Robert Studer
Robert Studer   (Suïssa, 17 de febrer de 1912 - valor desconegut) fou un jugador d'handbol suís que va competir durant la dècada de 1930.
El 1936 va prendre part en els Jocs Olímpics de Berlín, on guanyà la medalla de bronze en la competició d'handbol.